# リュウガン (キンギョ)
リュウガン（りゅうがん、竜眼）は、1967年（昭和42年）に中国から輸入された、中国キンギョの一種である。

## 特徴
中国東北部（旧満州）を原産とするオランダシシガシラとデメキンとの交配により、育成された。
- 体系はオランダシシガシラで目玉が飛び出した愛嬌のある顔をしている。
- 中国では竜晴鵝頭魚(ロンチングァトウユウイ）とよばれており、体色はデメキンに準じている。

## 名前の由来
始めはデメキンの顔立ちをしており、オランダシシガシラの特性である頭部に肉瘤が発達し、独特の顔となる。この時に大きい目玉が竜の目の様に見える事から竜眼と呼ばれるようになった。

## 日本への輸入
日本に輸入されている個体は、赤及び紅白サラサが多く、黒及び白黒サラサ(パンダ）は殆ど輸入されていない。原産地であるハルビン付近では、前者の赤竜より後者の黒竜が多く飼育されている。

## 日本での繁殖
日本国内では埼玉県桶川市の平賀養魚場が力を入れており、国内の大半のシュアを持つ。他には先祖返り等でアズマニシキ等からも産まれるが、大半は選別淘汰で流通していない。
平賀養魚場の個体は紅白サラサが多く、赤、白、黒の単色は少なく、デメキンとはここが異なる。
アズマニシキの派生である個体はアズマリュウガン、アズマニシキリュウガンと呼ばれ、静岡県浜松市の二橋養魚場がこれを作成している。

## 派生品種
ハマニシキからはリュウガンハマニシキ、肉瘤の出るパールからはデメパールが派生している。

流通に至っていない個体してはチョウビとの交配品種であるリュウコがおり、尾はチョウビ、顔はリュウガンである。